# 進研ゼミ高校講座
進研ゼミ高校講座（しんけんゼミこうこうこうざ）とは、ベネッセコーポレーションの商品進研ゼミの高校生向け通信教育。

## 概要
1969年、高校生のための通信添削講座「通信教育セミナ」を開講。1973年に「進研ゼミ」と名称変更。受験戦争の時期と重なり会員数を伸ばしてきた。2002年から2004年まで会員数を減らしたが、それ以後は回復傾向にあり現在の高校講座の会員数は2006年時点で32万3000人（公式サイトより）。

## 特長
郵便・宅配便・ネットを利用した通信教育システムである。高1講座、高2講座、受験準備講座（高2の1月〜3月だけ開講）、大学受験講座（高3生向け）がある。
自宅宛に教材が郵送・配送されてくる。高1・高2生には教科書・授業進度対応された「Challenge」と入試対策教材の「受験Challenge」（1990年度までは「マンスリーアプローチ」と呼ばれていた）、および進路情報誌「My Vision」（かつてはこの情報誌が「Challenge」と呼ばれていた）が送られてくる。
- 高1・高2の看護系志望者には看護系情報誌、受験生の推薦入試志望者には推薦情報誌がリクエストに応じて追加料金なしで手に入る。
- 高1・高2生には、年に2回、教科書・進度に配慮された定期テスト対策教材が追加料金なしで届けられる。
- 高1の商業高校生には、年に2回、簿記のテキストが届けられる。

受験生には教科書・授業進度対応された「チャレンジ」はなく、「エンカレッジ」と進路情報誌「My Vision」が届けられる。志望大の受験科目や難易度などに応じて科目やコースを選べるようになっている。また、2008年度からは志望大レベルに応じて「合格への100題」が毎月届けられる。
どの講座でも「添削課題」がついており、解答して送付すると、「赤ペン先生」から添削が返ってくる。答案内容から読み取れる、会員の理解度に応じてアドバイスを変えている模様。
年に何回か、自宅にて学習到達度や合格可能性を診断する模試もついてくる。これは過去の進研模試の問題で、そのときに受けていたらという仮定の診断。提出すると偏差値や弱点の分析だけでなく、弱点にあわせた克服問題集がついてくる。
また、ここ数年はネットサービスにも力を入れており、「Benesseマナビジョン」（2005年度以前は「高校生大学」）という会員専用サイトで、定期テストの予想問題ダウンロードや、進研ゼミ高校講座OBOG（ゼミレポーター）にネット上でいつでも大学や進路のことなどについて質問できる相談システム「先輩ダイレクト」などが利用できる。
2005年頃からケータイサービスも開始し、ケータイ暗記ドリルなど、携帯電話を使った学習も会員は追加料金なしで使える。
2011年度（2011年3月18日〜）よりiPhone・iPod touch/パソコンを使った学習支援サービスを開始予定だったが、東日本大震災の影響により、4月1日に延期になった。
2015年度、講座専用のAndroidタブレット（Challenge Tablet NEXT）を提供。従来型のテキストをタブレット内で利用できる仕組みで販売した（ただし教科は英数のみ）。
2016年度、iPadを利用した学習サービス（英数のみ）と、従来型の紙テキストを併用したハイブリッドスタイルを提供。
2017年度より、従来型の紙テキストを主に、高校生自前のスマートフォン向けコンテンツを補助的に提供する構成となった。前年iPad向けだったコンテンツ「デジタルレッスン」は他のタブレットやパソコンでも利用可能になり、国語、理科、地歴公民が追加された（ただしスマートフォンからは利用不可）。

## 開講科目
各講座、1教科（1科目）から受講可能。
- 高1講座 - 英語、数学、国語（理科と地歴公民は、英数国３教科受講で無料提供）
- 高2講座 - 英語、数学、国語（理科と地歴公民は、英数国３教科受講で無料提供）
- 受験準備講座 - 英語、数学、国語
- 大学受験講座 - 英語、数学、国語、物理、化学、生物、日本史、世界史、地理、公民

なお小論文は、2018年度からは別売りオプション教材。進研ゼミ小論文特講。

## アシスタントキャラクター
1997年まで小学講座・中学講座共に各科目に1体ずつアシスタントキャラクター（いわゆるブコマッチ）が存在していた。
ポコ
国語（全学年）・小論文（高校2・3年生）担当。
カニ丸
数学（全学年）担当。
ライ吉
理科（高校1・2年生2学期）・物理・地学・化学・生物（高校2年生3学期・3年生）担当。
ブッチ
地歴公民（高校1・2年生2学期）・地理・日本史・世界史・公民（高校2年生3学期・3年生）担当。
ニャンペイ
英語（全学年）担当。

## CMソングを担当した歌手・グループ
- ウルフルズ「大丈夫」 - 2005年冬
- TOKIO「明日を目指して！」- 2006年5月-8月～ 高校講座
- コブクロ「風見鶏」 - 2007年 高校講座のみ（合格ドキュメント2007）
- NEWS「Change the World」 - 2007年夏
- 絢香「夢を味方に」 - 2009年 高校講座のみ
- YUI「GLORIA」 - 2009年、2010年～ 高校講座
- Galileo Galilei「僕から君へ」 - 2010年11月～ 高校講座
- ASIAN KUNG-FU GENERATION「マーチングバンド」 - 2011年11月～

- miwa「絶対あの場所に」2017年　高校講座（アニメハイキュー!!とのコラボ）[1]

## 進研ゼミ高校講座を受講していた有名人
- 田臥勇太 - バスケットボール選手。進研ゼミ高校講座CM出演した経験がある。
- 和田毅 - 野球選手。進研ゼミ公式パンフレットにインタビュー記事がある。

## 関連教材

### 大学受験エベレス
2021年4月に開講する、オンライン塾。進学塾のような、難関校対策のライブ授業が自宅で受けられる。進研ゼミを受講していなくてもエベレスの受講は出来る。各都道府県の入試の過去問を集めたテキストを使用して授業を行う。テキストは各講座共に、テーマ公開日（その月号の理解度チェックが利用できるようになる日）までに自宅に郵送で届く。
基本的な授業の流れとして、
1. 理解度チェックを受ける
2. ライブ授業を受ける
3. 到達度チェックを受ける
4. 実力判定テストを受ける（年3回）
5. （必要に応じて）復習ムービーを見る

という流れで進む。

#### 本講座
高1 4月 - 高3まであり、週2テーマ（英語は火・土曜日のどちらか1日、数学は木・土曜日のどちらか1日）、1ヶ月8テーマ（数学・英語 4テーマずつ）の授業が受けられる。1教科だけの受講も可能。入会金不要、途中入会・退会も可能。また、ライブ授業の日に都合が合わない場合は、他の曜日、時間帯に振り替えが出来る。「理解度チェック」を受けた後、ライブ授業に参加する。ライブ授業は60分間。ライブ授業を受けた後、「到達度チェック」を受け、自分がどこまで理解出来ているのかをチェックする。また、それに加えて年3回「実力判定テスト」を受ける。